# Tabanus mindanensis
Tabanus mindanensis är en tvåvingeart som beskrevs av Philip 1959. Tabanus mindanensis ingår i släktet Tabanus och familjen bromsar. Inga underarter finns listade i Catalogue of Life.